# Dan Kraus
Daniel Joseph "Dan" Kraus (Nueva York, Nueva York, 13 de febrero de 1923-Columbia, Maryland, 28 de diciembre de 2012) es un exjugador de baloncesto estadounidense que disputó una temporada en la BAA. Con 1,83 metros de estatura, jugaba en la posición de base.

## Trayectoria deportiva

### Universidad
Jugó durante tres temporadas con los Hoyas de la Universidad de Georgetown, en las que promedió 8,1 puntos por partido. Tras su primer año tuvo que alistarse a los Marines, regresando en 1946, con la Segunda Guerra Mundial ya terminada, para liderar al equipo promediando 10,2 puntos por partido, siendo incluido en el segundo equipo All-American por la revista Sports Magazine. Su mejor anotación en un partido fue de 18 puntos, logrados antes de su incorporación al servicio militar.

### Profesional
Fue elegido en el Draft de la BAA de 1948 por Baltimore Bullets, con los que únicamente llegaría a disputar 13 partidos, en los que promedió 1,6 puntos.

## Estadísticas de su carrera en la BAA

### Temporada regular
| Temporada | Edad | Equipo            | Liga | P  | TIT | MIN | TC  | TCA | %TC  | 3P | 3PA | %3P | TL  | TLA | %TL  | R.OF. | R.DEF. | REB | ASIS | ROB | TAP | PER | FP  | PTS |
| 1948-49   | 25   | Baltimore Bullets | BAA  | 13 |     |     | 0.4 | 2.7 | .143 |    |     |     | 0.8 | 1.8 | .458 |       |        |     | 0.5  |     |     |     | 1.8 | 1.6 |
| Total     |      |                   | BAA  | 13 |     |     | 0.4 | 2.7 | .143 |    |     |     | 0.8 | 1.8 | .458 |       |        |     | 0.5  |     |     |     | 1.8 | 1.6 |